# Friesenried
Friesenried är en kommun och ort i Landkreis Ostallgäu i Regierungsbezirk Schwaben i förbundslandet Bayern i Tyskland.
Kommunen ingår i kommunalförbundet Eggenthal tillsammans med kommunerna Baisweil och Eggenthal.